# Hennickendorfer Mühle

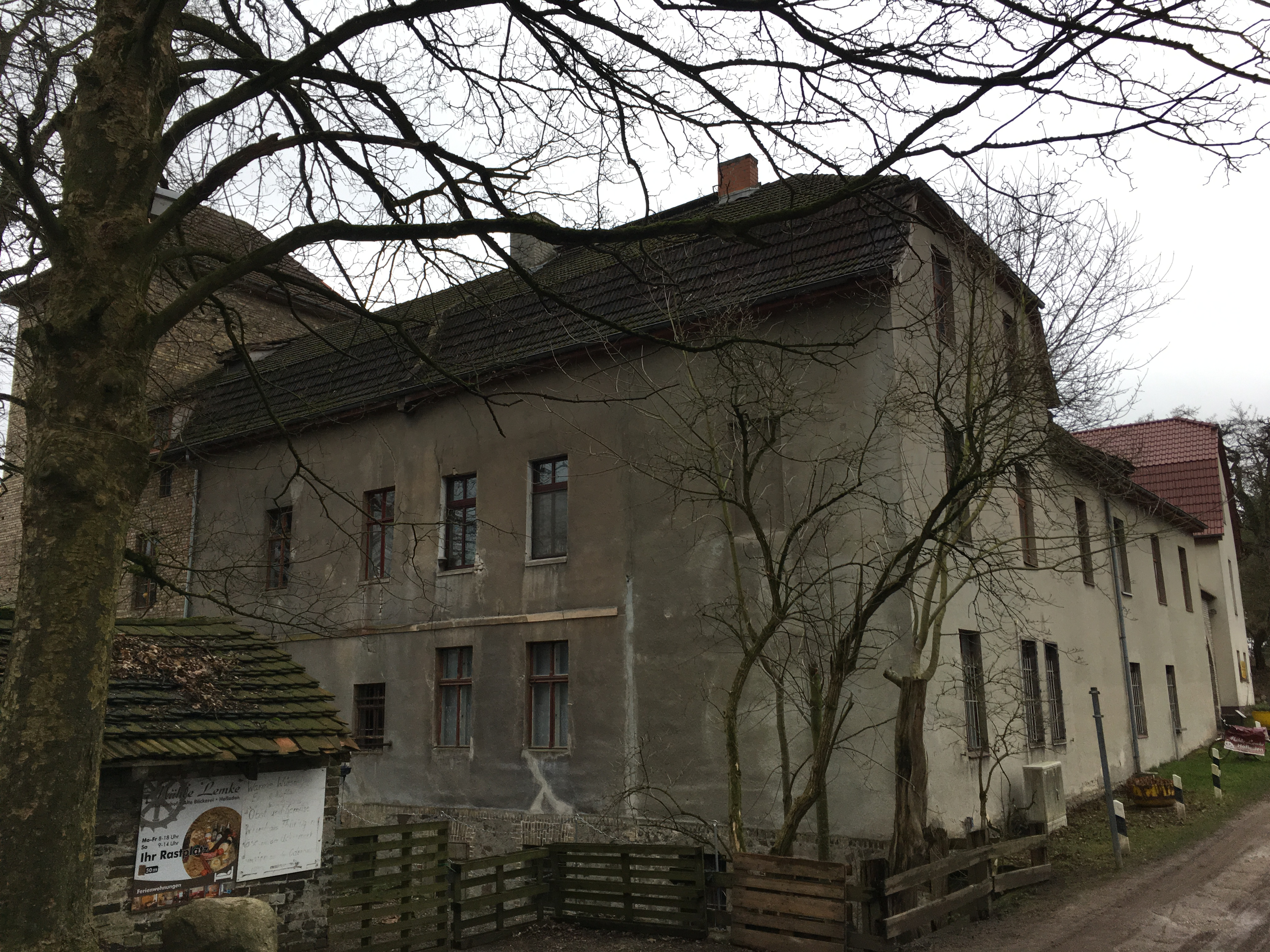
Hennickendorfer Mühle

Die Hennickendorfer Mühle (offizielle Bezeichnung Mühlengebäude mit Schrot und Quetschmühle) ist eine denkmalgeschützte Mühle in Hennickendorf, einem Ortsteil der Gemeinde Rüdersdorf bei Berlin im Landkreis Märkisch-Oderland im Land Brandenburg.

## Lage
Das Mühlgebäude befindet sich im nordöstlichen Teil der Gemarkung. Nördlich schließt sich das Naturschutzgebiet Lange Dammwiesen und Unteres Annatal an, südlich ist der Kleine Stienitzsee. Er entwässert an seinem nördlichen Ende über einen Mühlengraben in den Stranggraben, der wiederum in den Großen Stienitzsee fließt. Westlich des Mühlengrabens quert die Mühlenstraße in West-Ost-Richtung den Ort. Das Mühlgebäude steht südwestlich des Grabens.

## Geschichte

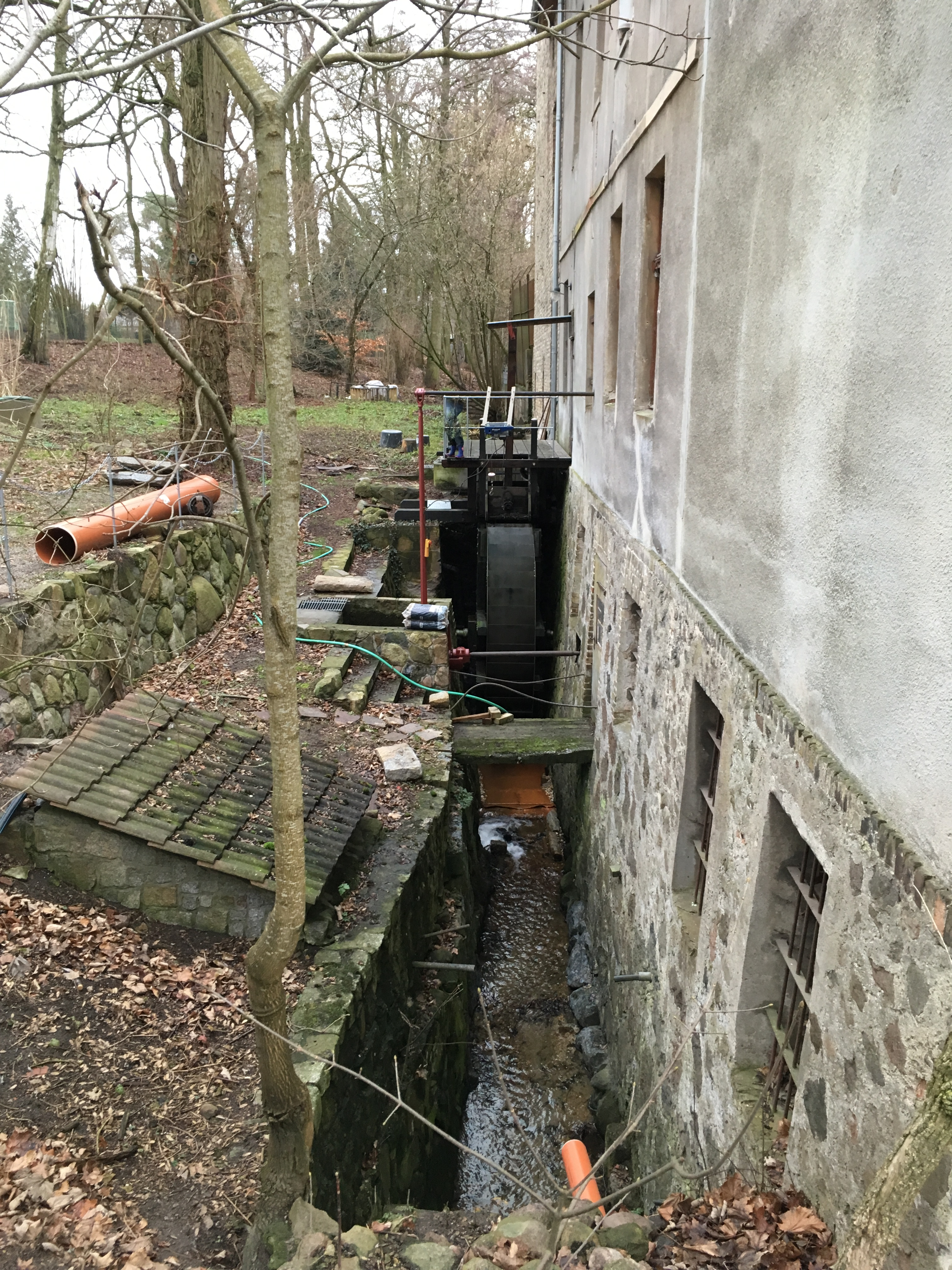
Oberschlächtiges Wasserrad der Mühle

Das Brandenburgische Landesamt für Denkmalpflege und Archäologische Landesmuseum (BLDAM) äußert sich nur vergleichsweise vage und gibt an, dass das Bauwerk als Wassermühle in der zweiten Hälfte des 18. Jahrhunderts errichtet wurde. Die Gemeinde gibt auf einer Informationstafel vor dem Gebäude an, dass das Bauwerk 1798 als Walkmühle für das Tuchmachergewerk Strausberg errichtet wurde. Sie beruft sich dabei auf Dokumente der Hennickendorfer Heimatfreunde. Ausweislich dieser Dokumente wurde das Gewerk verpflichtet, zwei Brücken über den  Straußgraben zu errichten; je eine ober- bzw. unterhalb der Mühle. Sie wurden weiterhin zum Unterhalt der beiden Bauwerke verpflichtet. Überlieferungen zufolge kam es auf Grund dieser Festlegung zu langanhaltenden Streitigkeiten mit den Bauern im Ort. Sie bemängelten, dass die Wiesen überflutet und die Brücken nicht passierbar seien.
In der Nacht vom 9. auf den 10. April 1848 brannte die Mühle aus bislang ungeklärten Ursachen ab. Erst 10 Jahre später beantragte der Müller einen Neubau, der im selben Jahr genehmigt wurde. Aus dem Jahr 1921 ist der Müllermeister Ernst Schießer als Besitzer des Bauwerks überliefert. Er rüstete die Mühle auf einen elektrischen Antrieb um und ließ ein neues Mühlrad anfertigen. Zur Mühle kam eine Bäckerei mit zwei Backöfen. Die Mühle ist im 21. Jahrhundert in der 5. Generation im Besitz der Müllerfamilie. Sie stellt Tierfutter her, das im angrenzenden Hofladen angeboten wird. 2015 wurde das oberschlächtige Mühlrad restauriert.

## Baubeschreibung
Das Bauwerk wurde im Wesentlichen aus Mauersteinen errichtet, die größtenteils verputzt wurden. So entstand ein zweigeschossiger Bau, dessen Satteldach zur Straßenseite hin abgewalmt ist. An der westlichen Seite fließt der Mühlengraben entlang. Hier verwendeten die Handwerker unbehauene Feldsteine, die nicht lagig geschichtet wurden. Daran schließt sich nach Süden ein dreigeschossiger Bau aus Mauersteinen an. Er trägt ein quergestelltes Satteldach. Entlang der Mühlenstraße ist in westlicher Richtung ein Anbau mit einer Durchfahrt, die einen Zugang zum Innenhof ermöglicht.